# West Point, Mississippi
West Point är administrativ huvudort i Clay County i Mississippi. West Point fick rättigheter som kommun år 1858 i samband med att järnvägen kom till orten.

## Kända personer från West Point
- Barrett Strong, sångare och låtskrivare